# Петко-парк
Петко-парк (англ. Petco Park) — бейсбольный стадион, расположенный в Сан-Диего (штат Калифорния, США). Является домашним стадионом клуба Главной лиги бейсбола «Сан-Диего Падрес». Открыт в 2004 году. Был построен, чтобы заменить устаревший стадион «Джек Мерфи/Qualcomm-стэдиум», который «Падрес» делили вместе с клубом Национальной футбольной лиги «Сан-Диего Чарджерс». Права на название сооружения принадлежат компании по продаже товаров для домашних животных Petco, которая выкупила их до 2026 года.